# Гробница
Гробницата е архитектурно съоръжение, предназначено да съхрани останки от мъртъвци. Изграждани са от камък, тухли, дърво, а понякога са вкопавани в скали (скални гробници). Могат да имат едно или повече помещения, понякога до входовете им водят дълги коридори. Освен останки от погребения, те съдържат различни вещи, поставени като погребални дарове. В някои случаи гробниците имат скулптурна или живописна украса по стените – по-често отвътре, отколкото отвън. Те могат да бъдат покрити с пръст (подмогилни) и да не се виждат отвън, но може и да са открити. Последните се наричат „мавзолеи“, по името на Мавзол, чиято внушителна гробница от елинистическата епоха била смятана за едно от чудесата на света.
Гробници са строени от бронзовата епоха (II хил. пр. Хр.) и до наши дни във всички територии на обитавания свят.

## Тракийски гробници
Произходът и етапите в развитието на тракийската гробнична архитектура не са напълно изяснени.
Най-ранните гробници са може би скално-изсечените помещения, които се намират в големи количества в Родопите, Странджа, източна Стара планина и североизточна България, датирани от къснобронзовата епоха (втората половина на II хил. пр. Хр.) до ранножелязната епоха (IX-VII век пр. Хр.). Някои изследователи смятат, че тези помещения не са били гробници, а светилища, а други – че са изпълнявали и двете функции. Скалните тракийски гробници имат обикновено едно помещение, рядко имат преддверие или дромос (коридор). Имат един вход отстрани и често – отвор на тавана, който е имал за капак подвижен камък. Входовете са малки, ниски, с кръгла форма. За да влезе, човек трябва да се наведе или да пълзи. На някои входове се виждат жлебове за затваряне с камък. Скалните гробници имат приблизителна форма на пресечен конус. Размерите им рядко позволяват повече от един човек да стои изправен във вътрешността. Срещат се изсечени скамейки (или погребални легла) по стените им, както и ниши, за поставяне на някакви предмети.
Долмените в Тракия също произхождат от къснобронзовата и ранножелязната епоха. Те са архитектурни съоръжения, строени от каменни плочи, като стените (и тавана) на едно помещение са изградени всяка от по една плоча. Долмените имат по една или повече камери с различни размери. Срещат се долмени, в които човек едва влиза и не може да се изправи, но има и долмени с по-голяма височина от човешки ръст. Понякога над долмените са издигани могили, но това е сравнително рядко явление. Долмените са строени в равнинни територии, където не е имало удобни скални масиви за строеж на скални гробници.
Както скалните гробници, така и долмените рядко се намират неограбени, тъй като в повечето случаи са били лесно достъпни.
В средата на първо хилядолетие пр. Хр. в Тракия се появяват градените подмогилни гробници. Те са винаги покрити със земен насип и често притежават дълъг коридор (дромос), който извежда навън от могилата. Срещат се два основни вида – кръглокуполни и такива с правоъгълен план. Съществуват хипотези, че правоъгълните гробници произхождат от долмените, а кръглокуполните – от скалните гробници, или от микенските кръглокуполни гробници.
Кръглокуполните гробници се срещат в териториите на днешна България и европейска Турция – териториите на древна Тракия. Появяват се през V век пр. Хр. и се използват до края на античността – IV век сл. Хр. Строени са от каменни блокове или тухли. Представителни кръглокуполни гробници са тези в Казанлък, Мезек, Стрелча, Старосел, Александрово и др.
Гробниците с правоъгълен план се срещат по-рядко в Тракия, но са много характерни за Македония от края на IV век пр. Хр. Те могат да съдържат повече от едно помещение и са покрити с двускатен или куполен покрив. Изграждани са от каменни блокове. Представителни тракийски гробници от този вид са намерени в Свещари, Стрелча, Смядово, Голяма косматка, а македонски – Вергина.
Предполага се, че са съществували и дървени гробници с двойни стени, като пространството между тях е запълнено с чакъл. Такива са били гробницата в Могиланската могила във Враца и тази от с. Оризово.
Някои гробници не притежават никаква украса, но много са украсени със стенописи (Казанлък, Свещари, Оструша, Александрово) и релефи (Свещари), има и гробници с надписи (Смядово). В неограбените гробници се откриват множество предмети, поставени като погребални дарове, които са ценен източник за изследване на тракийското изкуство, религиозни представи и обреди.